# Lytham St Annes
Lytham St Annes, nom également orthographié Lytham St Anne's, est une ville britannique au statut de paroisse civile et située dans le Lancashire en Angleterre. Lors du recensement de 2011, elle compte 42 954 habitants.

## Géographie
Se trouvant sur la côte de la plaine du Fylde, la ville de Blackpool est située au nord de Lytham St Annes. La ville est connue pour ses parcours de golf, notamment le Royal Lytham & St Annes Golf Club.

## Personnalités
- William Edge (1er baronnet, 1880-1948), homme politique et homme d'affaires britannique, est décédé à son domicile de Lytham.